# Hippotion depictum
Hippotion depictum är en fjärilsart som beskrevs av Dupont 1941. Hippotion depictum ingår i släktet Hippotion och familjen svärmare. Inga underarter finns listade i Catalogue of Life.

## Bildgalleri

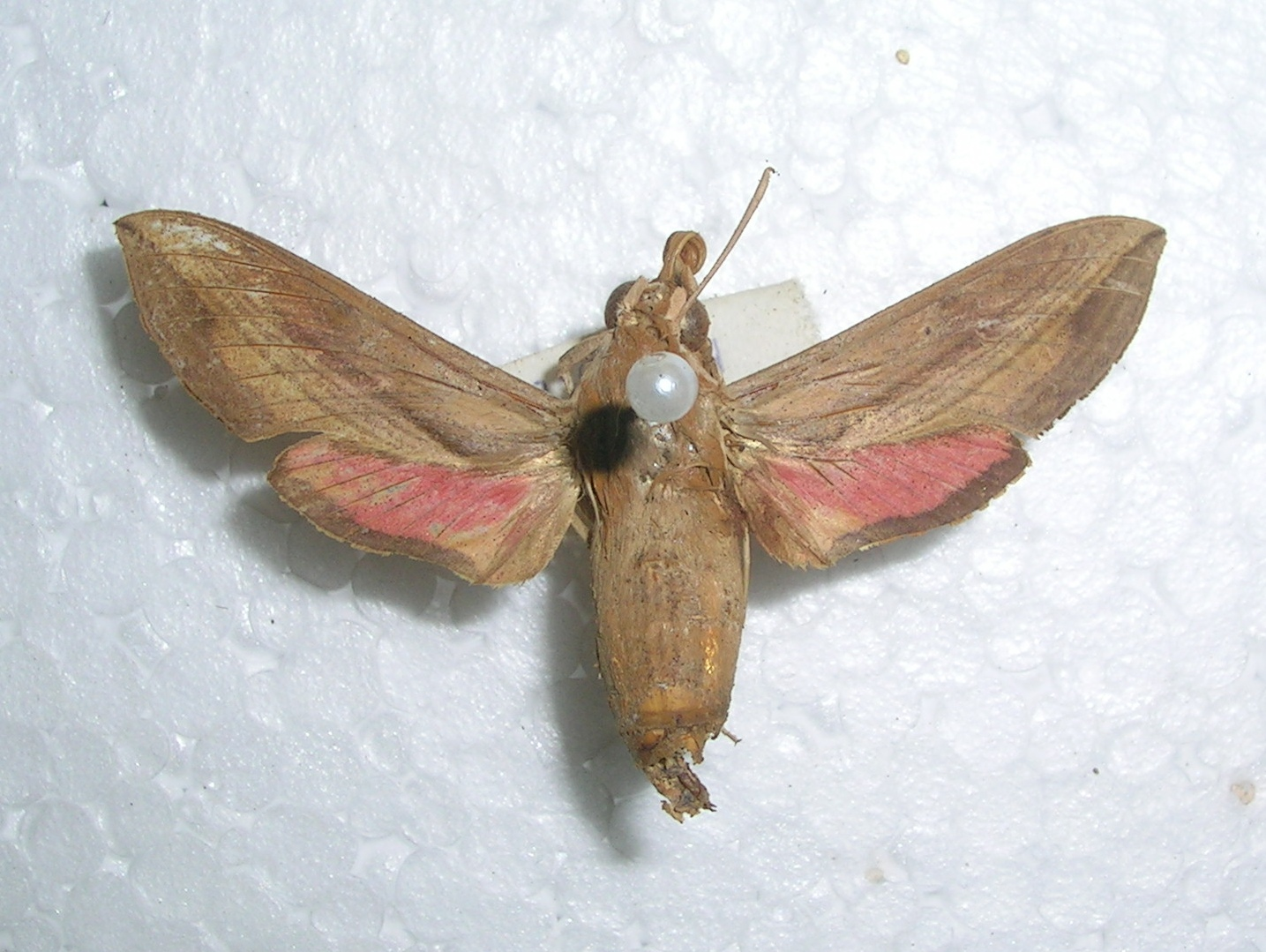